# Détain-et-Bruant
 Détain-et-Bruant  es una población y comuna francesa, en la región de Borgoña, departamento de Côte-d'Or, en el distrito de Dijon y cantón de Gevrey-Chambertin.

## Demografía
| 84 | 74 | 67 | 72 | 91 | 107 |
| Para los censos de 1962 a 1999 la población legal corresponde a la población sin duplicidades (Fuente: INSEE [Consultar]) |    |    |    |    |     |